# 1994 في تونس
فيما يلي قوائم الأحداث التي وقعت خلال عام 1994 في تونس.

## أحداث
- 20 مارس – الانتخابات التشريعية التونسية 1994

## مواليد

### فبراير
- 28 فبراير – غيلان الشعلالي لاعب كرة قدم تونسي.[1]

### مارس
- 17 مارس – عفاف بن إسماعيل مُجدّفة كانوي تونسية.
- 22 مارس – سعد بقير لاعب كرة قدم تونسي.[2]

### أبريل
- 5 أبريل – آدم رجايبي لاعب كرة قدم تونسي.[3]

### مايو
- 7 مايو – سليمان كشك لاعب كرة قدم تونسي.[4]

### أغسطس
- 28 أغسطس – أنس جابر لاعبة كرة مضرب تونسية.

### ديسمبر
- 21 ديسمبر – أحمد خليل لاعب كرة قدم تونسي.

## وفيات

### يناير
- 27 يناير – الحبيب شيخ روحه (مواليد 1914) صحفي تونسي.

### فبراير
- 23 فبراير – منصور السخيري (مواليد 1929) سياسي تونسي.

### نوفمبر
- 2 نوفمبر – أحمد بن ميلاد (مواليد 1902)[5]